# 天皇訪中
天皇訪中（てんのうほうちゅう）（天皇の中国訪問）は、1992年（平成4年）10月23日から28日にかけて当時天皇だった上皇明仁が天皇として歴史上初めて中国大陸（中華人民共和国）を訪問した出来事。

## 概要
1975年に『タイム』誌のインタビューで昭和天皇は中華人民共和国訪問の希望を語っており、鄧小平は1978年の訪日以来天皇訪中を度々要請し、これに対して1984年4月には昭和天皇も「中国へはもし行けたら」と述べて訪中に前向きだったものの日本政府は沖縄訪問を優先したことで見送られた。
1989年の6月の天安門事件で民主化運動を弾圧して西側諸国から経済制裁を受けていた中華人民共和国は、1992年が日中国交正常化20周年を機会に事態の打開を図るために日本政府に天皇訪中を繰り返し要請していた。しかし、天皇の政治利用になりかねないと政権与党の自由民主党には慎重意見もあった中、小和田恒事務次官以下の当時の外務省官僚が政界工作やマスコミ工作などを行い主導して実現させていたことが2023年12月20日に公開された外交文書で明らかになった。また当時、天皇は北京で行われた楊尚昆中国国家主席（党内序列は江沢民中国共産党総書記・鄧小平元軍事委員会主席に次ぐ第3位であった）主催の晩餐会において日中戦争などの過去の両国の歴史問題について「わが国が中国国民に対し多大の苦難を与えた不幸な一時期がありました。これは私の深く悲しみとするところであります」との「お言葉」を述べていた。

## 評価
外務省アジア局は天皇訪中をきっかけに日中関係がますます盛り上がり、中国にとっての日本の重要性が増すと見込んでいたが、実際には中国はこれ以降ますます反日スタンスを強め対日賠償請求運動や歴史問題は悪化し、中国は民主化することもなく、中国共産党による一党独裁が継続し、天皇訪中の事実は中国の公式記録すら記されていないという。日本の外務省の見通しは全くはずれだったと酷評されている。 

## 主要人物（日本側）
- 天皇明仁
- 皇后美智子
- 内閣総理大臣 宮澤喜一
- 内閣官房長官 加藤紘一
- 外務大臣 渡辺美智雄
- 外務次官 小和田恒
- 駐中国大使 橋本恕
- 外務省アジア局長 谷野作太郎
- 駐中国公使 槙田邦彦